# Robert Desnos
Robert Desnos (n. 4 iulie 1900 - d. 8 iunie 1945) a fost un
poet suprarealist francez.

## Opera
Lirica sa explorează oniricul, de genuină inspirație și evită aplicarea mecanică a formulelor de laborator.
- 1927: Libertatea sau dragostea ("La Liberté ou l’amour!");
- 1930: Corpuri și bunuri ("Corps et biens");
- 1942: Destine ("Fortunes");
- 1943: Stare de veghe ("État de veille");
- 1944: Paznicul de la Pont-au-Change și alte poeme ("Le veilleur du Pont-au-Change et autres poèmes");
- 1946: Poeme alese ("Choix de poèmes").